# Jane Dodson
Jane Dodson, var en engelsk kvinna som anklagades för häxeri. Hon var den sista person som var föremål för en häxprocess i London. 
Hon anklagades för att ha förhäxat Mary Palmer så att denna blev lam samt ha förorsakat en persons död med hjälp av "divers Hellish Arts and Inchantations", det vill säga magi och trollramsor. Hon frikändes från anklagelserna eftersom inga bevis kunde lämnas fram på hur hon utförde trollkonsterna och för att hon hade ett gott rykte. 
Detta var det sista fallet om häxeri som lagfördes vid Old Bailey i London, där trolldomsmålen stadigt hade minskat efter 1660. Trolldomsanklagelser förekom även efter detta men då enbart som en del av andra anklagelser och inte längre som huvudmål. Mary Poole anklagades till exempel 1699 för att ha använt sin påstådda magiska förmåga att hitta borttappade föremål till att stjäla, och hon dömdes då för stöld. 